# Serinus striolatus
Serinus striolatus là một loài chim trong họ Fringillidae.